# Winnipeg Free Press
Winnipeg Free Press é um jornal de Winnipeg, Canadá, de circulação diária. Foi fundado em 1872.